# Радзивилл, Михал Пётр
Князь Михал Петр Радзивилл (пол. Michał Piotr Radziwiłł; 17 мая 1853, Шпанов или Варшава — 17 ноября 1903, Варшава) — польский аристократ и меценат.

## Биография
Представитель богатейшего польско-литовского княжеского рода Радзивилл герба «Трубы». Родился 17 мая 1853 года в Варшаве. Единственный сын и наследник князя Кароля Кароль Анджей|Анджея Радзивилла  (1821—1886) и Ядвиги Собанской (1830—1900). Внук Михаила Гедеона Радзивилла. При крещении получил имя — Михал Пётр Мария Юзеф.
В 1873 году он закончил Лёвенский университет, получив степень магистра политических и административных наук.
Он унаследовал поместье Шпанов от своего отца. Его дядя-распутник Зигмунт Радзивилл (1822—1892) подарил ему сильно разрушенное поместье Неборув. Чтобы улучшить экономическое состояние обоих поместий, он открыл в Шпанове мануфактуру, специализирующуюся на латунных листовых изделиях и мебели, а в Неборуве, в 1881 году, майоликовую мануфактуру. Он также внес свой вклад в восстановление исторического парка Аркадия в 1893 году. Поскольку он был бездетным, он завещал свое имение своему младшему двоюродному брату Янушу Франтишеку Радзивиллу.
Он был разносторонним человеком — писал стихи и ставил спектакли в любительских театрах Кракова и Варшавы, новеллы, рисовал сцены из повседневной жизни, проектировал мебель и посуду из цветного листового металла для своей мастерской в Шпанове. Всю свою жизнь он посвятил общественным делам, направив свою энергию и деньги на благотворительную и культурную деятельность. Он был среди прочих редактор и издатель «Варшавской библиотеки», он также публиковался в «Czas» и в «Tygodnik Warszawski». Он был президентом Варшавского благотворительного общества и членом Общества поощрения изящных искусств. Он основал приют для бездомных мальчиков на ул. Старый в Варшаве, который он называл «Назарет».

## Память
- Михал Радзивилл увековечен Михаловской улицей в Шмуловизне (Михалове) в Варшаве[5].
- Брак Радзивиллов отмечен одной из мемориальных досок Зала славы Праги, встроенной в мостовую ул. Сталова в Варшаве в 2017 г.[6]

## Личная жизнь
8 сентября 1879 года в Варшаве Михал Пётр Радзивилл женился на Марии Еве Завише (16 июня 1860 — 6 июня 1930), дочери Яна Казимира Завиши (1822—1887) и Марии Аполонии Катарины Квилецкой (1830—1910). Их брак был бездетным.